# Hiltpoltstein
Hiltpoltstein – gmina targowa w Niemczech, w kraju związkowym Bawaria, w rejencji Górna Frankonia, w regionie Oberfranken-West, w powiecie Forchheim, wchodzi w skład wspólnoty administracyjnej Gräfenberg. Leży w Szwajcarii Frankońskiej, przy drodze B2.
Gmina leży ok. 20 km na południowy wschód od Forchheimu, 33 km na południowy zachód od Bayreuth i 28 km na północny wschód od Norymbergi.

## Dzielnice
W skład gminy wchodzą następujące dzielnice: 
- Almos
- Erlastrut
- Görbitz
- Göring
- Großenohe
- Hiltpoltstein
- Kappel
- Kemmathen
- Möchs
- Schoßaritz
- Spießmühle
- Wölfersdorf

## Polityka
Wójtem jest Johann Deuerlein (Wolni Wyborcy).

### Rada gminy

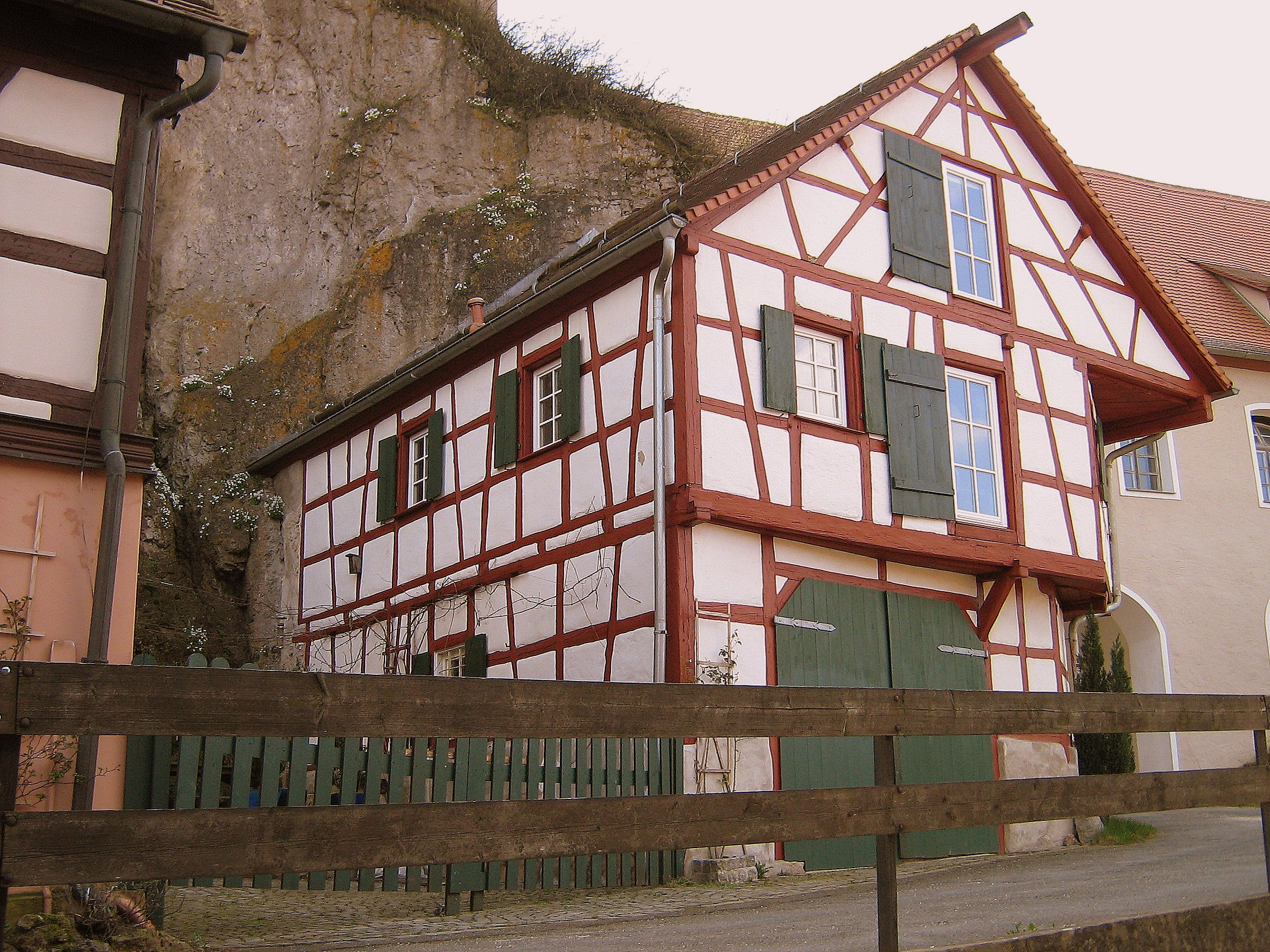
Dom z muru pruskiego

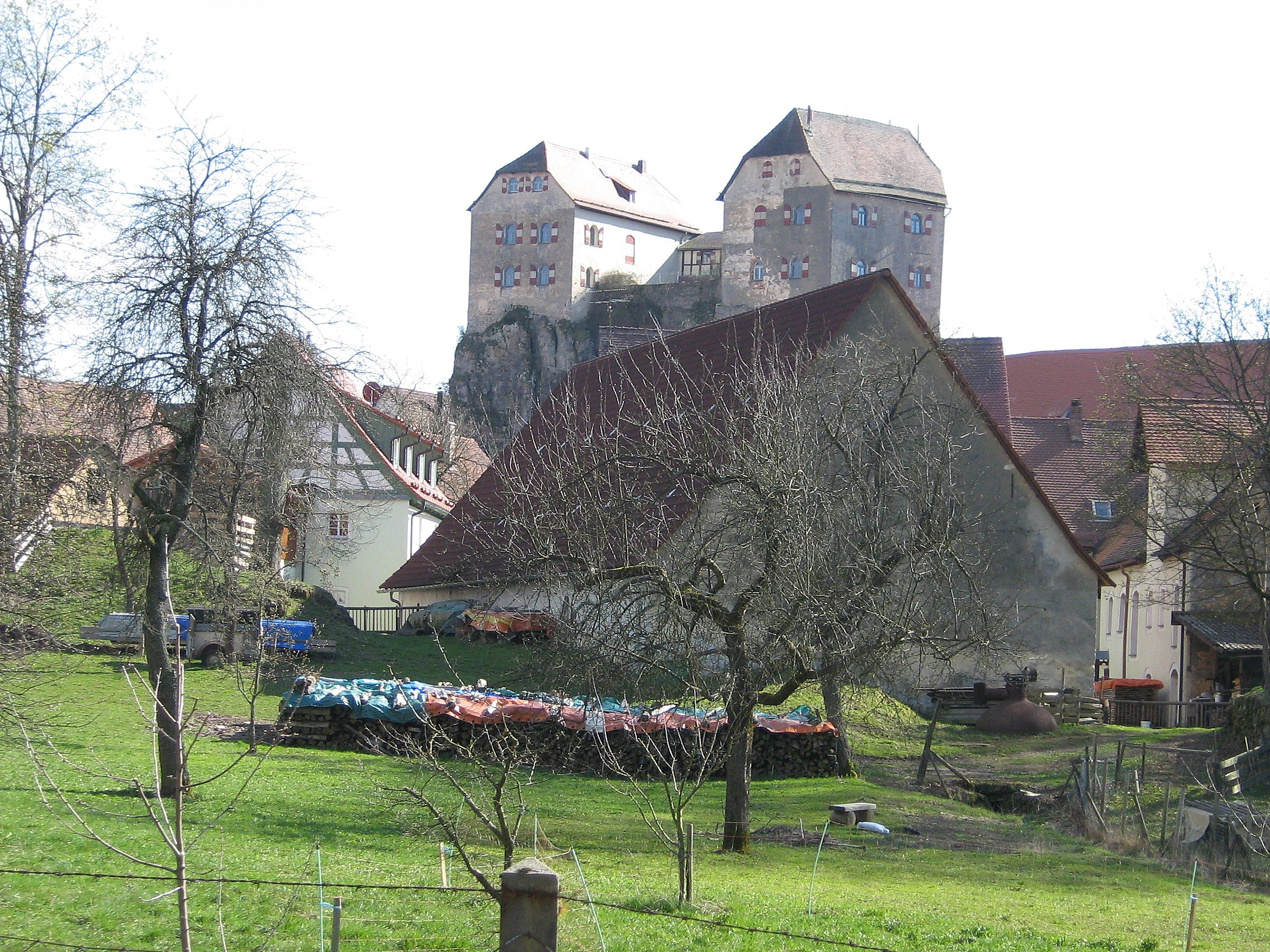
Zamek Hiltpoltstein

Rada gminy składa się z 13 osób:
|      | CSU | SPD | Wolni Wyborcy | Razem     |
| 2002 | 6   | 1   | 6             | 13 miejsc |

## Zabytki i atrakcje
- zamek w Hiltpoltstein (w posiadaniu prywatnym)
- domy z muru pruskiego
- Północna Brama z małym Muzeum Regionalnym (Heimatmuseum)
- kościół pw. św. Mateusza (St. Matthäus)